# In de disco
In de disco is een nederpoplied van de Nederlandse popgroep Noodweer uit 1983. Het werd als 12"-single uitgebracht en stond in hetzelfde jaar als zevende track op het album Rotterdam Bijvoorbeeld.

## Achtergrond
Het is geschreven door Luc Everwijn, Jos Bloemkolk, Raoul Klebach en Theo van Duijl, en werd geproduceerd door Eric Boom en Number One Music. In de disco is een parodie op de uitgaanssector. Bloemkolk vertelde dat het deels autobiografisch is. Hij studeerde in Utrecht en was met regelmaat in het Utrechtse nachtleven te vinden. Hier was hij geen grote vrouwenversierder. Hij vergrootte zijn persoonlijkheid in het uitgaansleven tot de personage Jan. Dit personage had echter niet het besef dat hij niet 'cool' is.
Bloemkolk had het idee voor het lied al langer in zijn hoofd, maar pas toen hij de regel "Odorex of Odorono in de disco, Durex of anders gono in de disco" bedacht, kreeg het lied vorm. Odorex en Odorono waren deodorant merken, Durex was een condoommerk, en 'gono' is een afkorting van de geslachtsziekte gonorroe. Het lied was eerst een rustige versie. Dat veranderde echter toen Bloemkolk een dj nadeed en ze dit als een deejay-rap aan het lied toevoegden. Hierna hebben ze ook het discogeluid aan het lied toegevoegd.
De op single uitgebrachte versie van het lied is niet de eerste; al in 1977 was het lied geschreven en op het album Rotterdam Bijvoorbeeld staat een wat rustigere versie van het nummer. De singleversie werd gemaakt op aanraden van radio-dj's van Radio Veronica. Op deze versie is het disco-geluid benadrukt door middel van onder andere de toevoeging van elektronische drums. De B-kant van de single is Kom bij ons, geschreven door Jos Bloemkolk en Theo van Duijl.

## Imago van de band
De bandleden zelf waren niet zo gelukkig met het imago dat het lied voor hen had gecreëerd. Door het nummer zag het publiek Noodweer als een feestband, terwijl de bandleden liever hun serieuze kant in hun nummers wilde laten horen. De meeste liedjes van de band komen uit de genres reggae, rock, funk en blues. Dit zorgde er ook voor dat publiek bij concerten soms op het verkeerde been werd gezet. Het verwachtte nummers als In de disco, maar kreeg een heel ander repertoire voorgeschoteld. Om deze reden stopte de band op een gegeven moment ook met optreden in discotheken. Klebach vertelde hierover: "Het is hartstikke leuk dat we het allemaal hebben meegemaakt. Door In De Disco zijn we echt een popgroep geworden met een bepaald soort - beperkte - beroemdheid, maar ik had liever gehad dat we met een paar andere nummers beroemd waren geworden."

## Hitnoteringen
Hoewel het lied door verschillende radioprogramma's werd geboycot, kwam het toch in de Nederlandse hitlijsten terecht. De piekpositie in de Nationale Hitparade was de 31e plaats. Het stond twee weken in deze lijst. In de Top 40 kwam het tot de twaalfde plaats en was het zeven weken in de hitlijst te vinden. Het is het enige nummer van de band met noteringen in de Nederlandse hitlijsten.